# Uniontown (Pennsylvania)
Uniontown település az Amerikai Egyesült Államok Pennsylvania államában, Fayette megyében, melynek megyeszékhelye is. Lakosainak száma 9984 fő (2020. április 1.).

## Népesség
A település népességének változása:

| 2010 | 10 372 |
| 2020 | 9 984  |